# Napeanthus andinus
Napeanthus andinus là một loài thực vật có hoa trong họ Tai voi. Loài này được Rusby mô tả khoa học đầu tiên năm 1896.